# 卡達足球協會
卡塔爾足球協會是專門管轄卡塔爾足球事務的組織。該組織成立於1960年，並在1970年加入國際足協。此外，該組織還是亞洲足協的成員。

## 外部連結
- 官方網頁（页面存档备份，存于） （阿拉伯文）
- 國際足協網頁 （页面存档备份，存于）
- 亞洲足協網頁